# Pilot Pen Tennis 2009 - Qualificazioni singolare maschile
Le qualificazioni del singolare maschile del Pilot Pen Tennis 2009 sono state un torneo di tennis preliminare per accedere alla fase finale della manifestazione. I vincitori dell'ultimo turno sono entrati di diritto nel tabellone principale. In caso di ritiro di uno o più giocatori aventi diritto a questi sono subentrati i lucky loser, ossia i giocatori che hanno perso nell'ultimo turno ma che avevano una classifica più alta rispetto agli altri partecipanti che avevano comunque perso nel turno finale.
Le qualificazioni del torneo Pilot Pen Tennis  2009 prevedevano 32 partecipanti di cui 4 sono entrati nel tabellone principale.

## Teste di serie
1. Richard Gasquet (secondo turno)
2. Pablo Cuevas (Qualificato)
3. Jan Hernych (primo turno)
4. Victor Crivoi (primo turno)

1. Evgenij Korolëv (primo turno)
2. Olivier Rochus (ultimo turno)
3. Frederico Gil (Qualificato)
4. Jesse Levine (primo turno)

## Qualificati
1. Frederico Gil
2. Pablo Cuevas

1. Nicolás Lapentti
2. Frederik Nielsen

## Tabellone

### Legenda
| - Q = Qualificato - WC = Wild card - LL = Lucky loser | - ALT = Alternate - SE = Special Exempt - PR = Protected Ranking | - w/o = Walkover - r = Ritirato - d = Squalificato |

### Sezione 1
|  | Primo turno     | Primo turno     | Primo turno     | Primo turno | Primo turno |  |  | Secondo turno | Secondo turno   | Secondo turno | Secondo turno | Secondo turno |    |   | Ultimo turno | Ultimo turno | Ultimo turno | Ultimo turno | Ultimo turno |  |
|  |                 |                 |                 |             |             |  |  |               |                 |               |               |               |    |   |              |              |              |              |              |  |
|  | 1               | Richard Gasquet | Richard Gasquet | 6           | 6           |  |  |               |                 |               |               |               |    |   |              |              |              |              |              |  |
|  |                 | Michael Rubin   | Michael Rubin   | 2           | 3           |  |  | 1             | Richard Gasquet | 63            | 6             | 3             |    |   |              |              |              |              |              |  |
|  | Dušan Vemić     | Dušan Vemić     | Dušan Vemić     | 7           | 6           |  |  |               | Dušan Vemić     | 7             | 4             | 6             |    |   |              |              |              |              |              |  |
|  | Adam El Mihdawy | Adam El Mihdawy | Adam El Mihdawy | 5           | 3           |  |  |               |                 |               |               |               |    |   |              | Dušan Vemić  | 1            | 7            | 3            |  |
|  | Brendan Evans   | Brendan Evans   | 7               | 3           | 6           |  |  |               |                 | 7             | Frederico Gil | 6             | 68 | 6 |              |              |              |              |              |  |
|  | Chase Buchanan  | Chase Buchanan  | 6               | 6           | 3           |  |  |               | Brendan Evans   | Brendan Evans | 4             | 4             |    |   |              |              |              |              |              |  |
|  | 7               | Frederico Gil   | Frederico Gil   | 6           | 7           |  |  | 7             | Frederico Gil   | Frederico Gil | 6             | 6             |    |   |              |              |              |              |              |  |
|  |                 | Stephen Bass    | Stephen Bass    | 3           | 5           |  |  |               |                 |               |               |               |    |   |              |              |              |              |              |  |

### Sezione 2
|  | Primo turno         | Primo turno         | Primo turno         | Primo turno | Primo turno |  |  | Secondo turno | Secondo turno       | Secondo turno  | Secondo turno  | Secondo turno  |   |   | Ultimo turno | Ultimo turno | Ultimo turno | Ultimo turno | Ultimo turno |  |
|  |                     |                     |                     |             |             |  |  |               |                     |                |                |                |   |   |              |              |              |              |              |  |
|  | 2                   | Pablo Cuevas        | Pablo Cuevas        | 6           | 6           |  |  |               |                     |                |                |                |   |   |              |              |              |              |              |  |
|  |                     | Todd Paul           | Todd Paul           | 4           | 1           |  |  | 2             | Pablo Cuevas        | 6              | 2              | 6              |   |   |              |              |              |              |              |  |
|  | Serhij Stachovs'kyj | Serhij Stachovs'kyj | Serhij Stachovs'kyj | 6           | 6           |  |  |               | Serhij Stachovs'kyj | 4              | 6              | 2              |   |   |              |              |              |              |              |  |
|  | Matt Reid           | Matt Reid           | Matt Reid           | 3           | 2           |  |  |               |                     |                |                |                |   |   | 2            | Pablo Cuevas | Pablo Cuevas | 6            | 6            |  |
|  | Ryan Sweeting       | Ryan Sweeting       | Ryan Sweeting       | 6           | 6           |  |  |               |                     | 6              | Olivier Rochus | Olivier Rochus | 3 | 4 |              |              |              |              |              |  |
|  | Vince Spadea        | Vince Spadea        | Vince Spadea        | 2           | 2           |  |  |               | Ryan Sweeting       | Ryan Sweeting  | 1              | 1r             |   |   |              |              |              |              |              |  |
|  | 6                   | Olivier Rochus      | Olivier Rochus      | 6           | 6           |  |  | 6             | Olivier Rochus      | Olivier Rochus | 6              | 2              |   |   |              |              |              |              |              |  |
|  |                     | Marc Powers         | Marc Powers         | 1           | 2           |  |  |               |                     |                |                |                |   |   |              |              |              |              |              |  |

### Sezione 3
|  | Primo turno        | Primo turno        | Primo turno        | Primo turno | Primo turno |  |  | Secondo turno      | Secondo turno      | Secondo turno      | Secondo turno    | Secondo turno    |   |   | Ultimo turno       | Ultimo turno       | Ultimo turno       | Ultimo turno | Ultimo turno |  |
|  |                    |                    |                    |             |             |  |  |                    |                    |                    |                  |                  |   |   |                    |                    |                    |              |              |  |
|  |                    | Tigran Martirosyan | 5                  | 6           | 7           |  |  |                    |                    |                    |                  |                  |   |   |                    |                    |                    |              |              |  |
|  | 3                  | Jan Hernych        | 7                  | 4           | 5           |  |  | Tigran Martirosyan | Tigran Martirosyan | Tigran Martirosyan | 6                | 6                |   |   |                    |                    |                    |              |              |  |
|  | Roy Kalmanovich    | Roy Kalmanovich    | Roy Kalmanovich    | 7           | 6           |  |  | Roy Kalmanovich    | Roy Kalmanovich    | Roy Kalmanovich    | 4                | 2                |   |   |                    |                    |                    |              |              |  |
|  | Jordan Cox         | Jordan Cox         | Jordan Cox         | 5           | 2           |  |  |                    |                    |                    |                  |                  |   |   | Tigran Martirosyan | Tigran Martirosyan | Tigran Martirosyan | 0            | 3            |  |
|  | Luis-Manuel Flores | Luis-Manuel Flores | Luis-Manuel Flores | 6           | 6           |  |  |                    |                    | Nicolás Lapentti   | Nicolás Lapentti | Nicolás Lapentti | 6 | 6 |                    |                    |                    |              |              |  |
|  | Devin Britton      | Devin Britton      | Devin Britton      | 4           | 2           |  |  | Luis-Manuel Flores | Luis-Manuel Flores | 4                  | 6                | 3                |   |   |                    |                    |                    |              |              |  |
|  |                    | Nicolás Lapentti   | Nicolás Lapentti   | 7           | 7           |  |  | Nicolás Lapentti   | Nicolás Lapentti   | 6                  | 4                | 6                |   |   |                    |                    |                    |              |              |  |
|  | 8                  | Jesse Levine       | Jesse Levine       | 65          | 5           |  |  |                    |                    |                    |                  |                  |   |   |                    |                    |                    |              |              |  |

### Sezione 4
|  | Primo turno       | Primo turno       | Primo turno       | Primo turno | Primo turno |  |  | Secondo turno    | Secondo turno    | Secondo turno    | Secondo turno    | Secondo turno    |   |   | Ultimo turno  | Ultimo turno  | Ultimo turno  | Ultimo turno | Ultimo turno |  |
|  |                   |                   |                   |             |             |  |  |                  |                  |                  |                  |                  |   |   |               |               |               |              |              |  |
|  |                   | Philip Bester     | Philip Bester     | 6           | 6           |  |  |                  |                  |                  |                  |                  |   |   |               |               |               |              |              |  |
|  | 4                 | Victor Crivoi     | Victor Crivoi     | 2           | 1           |  |  | Philip Bester    | Philip Bester    | 4                | 6                | 5                |   |   |               |               |               |              |              |  |
|  | Ivan Dodig        | Ivan Dodig        | Ivan Dodig        | 6           | 6           |  |  | Ivan Dodig       | Ivan Dodig       | 6                | 2                | 1r               |   |   |               |               |               |              |              |  |
|  | Gregory Ouellette | Gregory Ouellette | Gregory Ouellette | 3           | 3           |  |  |                  |                  |                  |                  |                  |   |   | Philip Bester | Philip Bester | Philip Bester | 4            | 64           |  |
|  | Frederik Nielsen  | Frederik Nielsen  | Frederik Nielsen  | 6           | 6           |  |  |                  |                  | Frederik Nielsen | Frederik Nielsen | Frederik Nielsen | 6 | 7 |               |               |               |              |              |  |
|  | Eric Nunez        | Eric Nunez        | Eric Nunez        | 3           | 3           |  |  | Frederik Nielsen | Frederik Nielsen | 5                | 6                | 6                |   |   |               |               |               |              |              |  |
|  |                   | Igor Sijsling     | 2                 | 6           | 6           |  |  | Igor Sijsling    | Igor Sijsling    | 7                | 3                | 2                |   |   |               |               |               |              |              |  |
|  | 5                 | Evgenij Korolëv   | 6                 | 4           | 2           |  |  |                  |                  |                  |                  |                  |   |   |               |               |               |              |              |  |